# Plangiopsis schoutedeni
Plangiopsis schoutedeni är en insektsart som beskrevs av Griffini 1908. Plangiopsis schoutedeni ingår i släktet Plangiopsis och familjen vårtbitare. Inga underarter finns listade i Catalogue of Life.